# Nationalstadion Singapur
Das Nationalstadion Singapur ist ein multifunktionales Stadion in Kallang, Singapur. Es wurde am 30. Juni 2014 eröffnet und ersetzte das alte Nationalstadion am gleichen Ort, das 2007 geschlossen und 2010 abgerissen wurde. Das Stadion ist Teil des Singapore-Sports-Hub-Komplex, zu dem unter anderem auch eine Schwimmhalle, ein Museum, eine Bibliothek, ein Einkaufszentrum und das Singapore Indoor Stadium gehören. Das Stadion enthält ein bewegliches Dach. Je nach Sitzplatzkonfiguration hat es eine Kapazität von 55.000 Plätzen für Fußball und Rugby, 52.000 Plätze für Cricket und 50.000 Plätze für die Leichtathletik.
Es ist auch das Heimstadion der singapurischen Fußball- und der singapurischen Cricket-Nationalmannschaft.